# Vlotho
Vlotho (en allemand : /ˈfloːto/,, ? Écouter [Fiche]) est une ville de Rhénanie-du-Nord-Westphalie (Allemagne), située sur la Weser dans l'arrondissement de Herford, dans le district de Detmold, dans le Landschaftsverband de Westphalie-Lippe.